# Stadio Fonte dell'Ovo
El Stadio Fonte dell'Ovo (también conocido como Campo sportivo di Montecchio) es un estadio de fútbol ubicado en la ciudad de San Marino. El estadio tiene capacidad para 600 espectadores. Fue Inaugurado en 1984 y renovado en 2008. Tiene la superficie de césped artificial.